# Парламентские выборы в Израиле (1992)
Парламентские выборы в Израиле 1992 года состоялись 23 июня и стали тринадцатыми в истории Израиля. На них были избраны 120 членов Кнессета 13-го созыва. В результате выборов было сформировано правительство левоцентристской партии Авода во главе с Ицхаком Рабином, чему способствовало то, что несколько небольших правых партий не смогли преодолеть избирательный барьер. Явка избирателей составила 77 %.

## Предыстория
В течение срока полномочий Кнессета 12-го созыва продолжался процесс партийного строительства. В марте 1990 года пять членов Ликуда, ранее входившие в Либеральную партию, покинули организацию, чтобы сформировать фракцию Партии развития сионистской идеи, созданной на базе Центристского движения, политической партии, основанной в 1987 году. После того, как двое из них до конца года вернулись в Ликуд, организация была переименована в Новую либеральную партию. При этом, несмотря на выход из Ликуда новые либералы вошли в правительственную коалицию. Летом 1990 года депутат Эфраим Гур покинул Мааарах и присоединился к правительству Ицхака Шамира, став заместителем министра связи, а затем заместителем министра транспорт. В декабре того же года он основал партию «Единство за мир и иммиграцию», которая позже объединилась с Ликудом.
В декабре 1990 года министр алии и интеграции Ицхак Перец покинул ШАС и основал партию «Мория». Элиэзер Мизрахи покинул партию Агудат Исраэль и в декабре 1990 года основал свою организацию — Геулат Исраэль.
Чарли-Шалом Битон, один из основателей и лидеров протестного движения «Чёрные пантеры», четыре избирался в Кнессет от блока Хадаш, но в 1990 году покинул его, чтобы действовать самостоятельно.
В предверии выборов 1992 года левые партии РАЦ, МАПАМ и Шинуй объединились в избирательный блок Мерец, а правые ультраортодоксальные партии Агудат Исраэль и Дегель ха-Тора образовали блок Яхадут ха-Тора.

## Результаты
Электоральный барьер — 39 253 голоса (1,5 %). Голоса на мандат — 20 715.
|                                                                                 |                                                     |                                   |           |        |         |       |       |  |
| Партия                                                                          | Партия                                              | Лидер                             | Голоса    | Голоса | Голоса  | Места | Места |  |
| Партия                                                                          | Партия                                              | Лидер                             | Голоса    | %      | ± п. п. | Места | ±     |  |
|                                                                                 | Авода                                               | Ицхак Рабин                       | 906 810   | 34,65  | ▲ 4,63  | 44    | ▲ 5   |  |
|                                                                                 | Ликуд                                               | Ицхак Шамир                       | 651 229   | 24,89  | ▼ 6,18  | 32    | ▼ 8   |  |
|                                                                                 | Мерец                                               | Шуламит Алони                     | 250 667   | 9,58   | ▲ 1,11  | 12    | ▲ 2   |  |
|                                                                                 | Цомет                                               | Рафаэль Эйтан                     | 166 366   | 6,36   | ▲ 4,37  | 8     | ▲ 6   |  |
|                                                                                 | Национальная религиозная партия (НРП)               | Звулун Хаммер                     | 129 663   | 4,95   | ▲ 1,02  | 6     | ▲ 1   |  |
|                                                                                 | ШАС                                                 | Арье Дери                         | 129 347   | 4,94   | ▲ 0,22  | 6     | ▬     |  |
|                                                                                 | Яхадут ха-Тора                                      | Авраам Йосеф Шапира               | 86 167    | 3,29   | ▼ 2,71  | 4     | ▼ 3   |  |
|                                                                                 | Демократический фронт за мир и равенство (Хадаш)    | Тауфик Зиад                       | 62 546    | 3,68   | ▼ 1,29  | 3     | ▼ 1   |  |
|                                                                                 | Моледет                                             | Рехаваам Зеэви                    | 62 269    | 2,38   | ▲ 0,45  | 3     | ▲ 1   |  |
|                                                                                 | Демократическая арабская партия (МАДА)              | Абдулвахаб Даравше                | 40 788    | 1,56   | ▲ 0,38  | 2     | ▲ 1   |  |
| Электоральный барьер — 1,5 %                                                    |                                                     |                                   |           |        |         |       |       |  |
|                                                                                 | Тхия                                                | Юваль Неэман                      | 31 957    | 1,22   | ▼ 1,88  | 0     | ▼ 3   |  |
|                                                                                 | Прогрессивный список за мир                         | Мохаммед Миари                    | 24 181    | 0,92   | ▼ 0,56  | 0     | ▼ 1   |  |
|                                                                                 | Новая либеральная партия                            | Ицхак Модаи                       | 16 669    | 0,64   | новая   | 0     | ▼ 3   |  |
|                                                                                 | Геулат Исраэль                                      | Элиэзер Мизрахи                   | 12 851    | 0,49   | новая   | 0     | ▼ 1   |  |
|                                                                                 | Движение за демократию и алию                       | Юлий Кошаровский                  | 11 697    | 0,45   | новая   | 0     | ▬     |  |
|                                                                                 | Пенсионеры, иммигранты и пожилые граждане           | Абба Гефен                        | 8 327     | 0,32   | ▼ 0,41  | 0     | ▬     |  |
|                                                                                 | Движение ипотечных заёмщиков, бездомных и ветеранов | Аарон Арнон                       | 5 962     | 0,23   | новая   | 0     | ▬     |  |
|                                                                                 | Пиканти                                             | Моше Бадаш                        | 16 674    | 0,73   | новая   | 0     | ▬     |  |
|                                                                                 | Ха-Тора вэ-ха-Арец                                  | Моше Левингер                     | 3 708     | 0,14   | новая   | 0     | ▬     |  |
|                                                                                 | На колёсах                                          |                                   | 3 355     | 0,15   | новый   | 0     | ▬     |  |
|                                                                                 | Женская партия                                      | Рут Расник                        | 2 886     | 0,11   | новая   | 0     | ▬     |  |
|                                                                                 | Ха-Тиква                                            | Чарли-Шалом Битон                 | 2 053     | 0,08   | новая   | 0     | ▬     |  |
|                                                                                 | Партия природного закона                            |                                   | 1 734     | 0,07   | новая   | 0     | ▬     |  |
|                                                                                 | Движение за обновление Израиля (Тали)               | Реувен Голан                      | 1 336     | 0,05   | новая   | 0     | ▬     |  |
|                                                                                 | Ципор                                               | Сион Ясур                         | 523       | 0,02   | новая   | 0     | ▬     |  |
|                                                                                 |                                                     |                                   |           |        |         |       |       |  |
|                                                                                 | Действительные голоса                               | Действительные голоса             | 2 616 841 | 99,20  | ▲ 0,17  |       |       |  |
|                                                                                 | Недействительные голоса                             | Недействительные голоса           | 21 102    | 0,80   | ▼ 0,17  |       |       |  |
|                                                                                 | Всего                                               | Всего                             | 2 637 943 | 100    |         | 120   | ▬     |  |
|                                                                                 | Избирателей зарегистрировано/Явка                   | Избирателей зарегистрировано/Явка | 3 409 015 | 77,38  | ▼ 2,28  |       |       |  |
| Источник: Официальный сайт Кнессета, Israel Democracy Institute и Nohlen et al. |                                                     |                                   |           |        |         |       |       |  |

Среди ашкеназов (они или их отцы родились в Европе или Америке) две трети проголосовали за левых и около трети за правых: 47 % проголосовали за партию Авода, 20 % за Мерец, 16 % за Ликуд, 10 % за правых (Цомет, Моледет, Тхия) и 8 % за религиозные партии. Среди мизрахим (они или их отцы родились в Азии или Африке) картина была противоположной: две трети отдали свои голоса за правых и лишь около четверти за левых: 41 % проголосовали за Ликуд, 26 % за Авода, 19 % за правых, 6 % за Мерец и около 8 % за религиозные партии. Среди коренных израильтян 37 % проголосовали за партию Авода, 24 % — за Ликуд, 18 % — за Мерец, 13 % — за правых и 8 % — за религиозные партии.

## После выборов

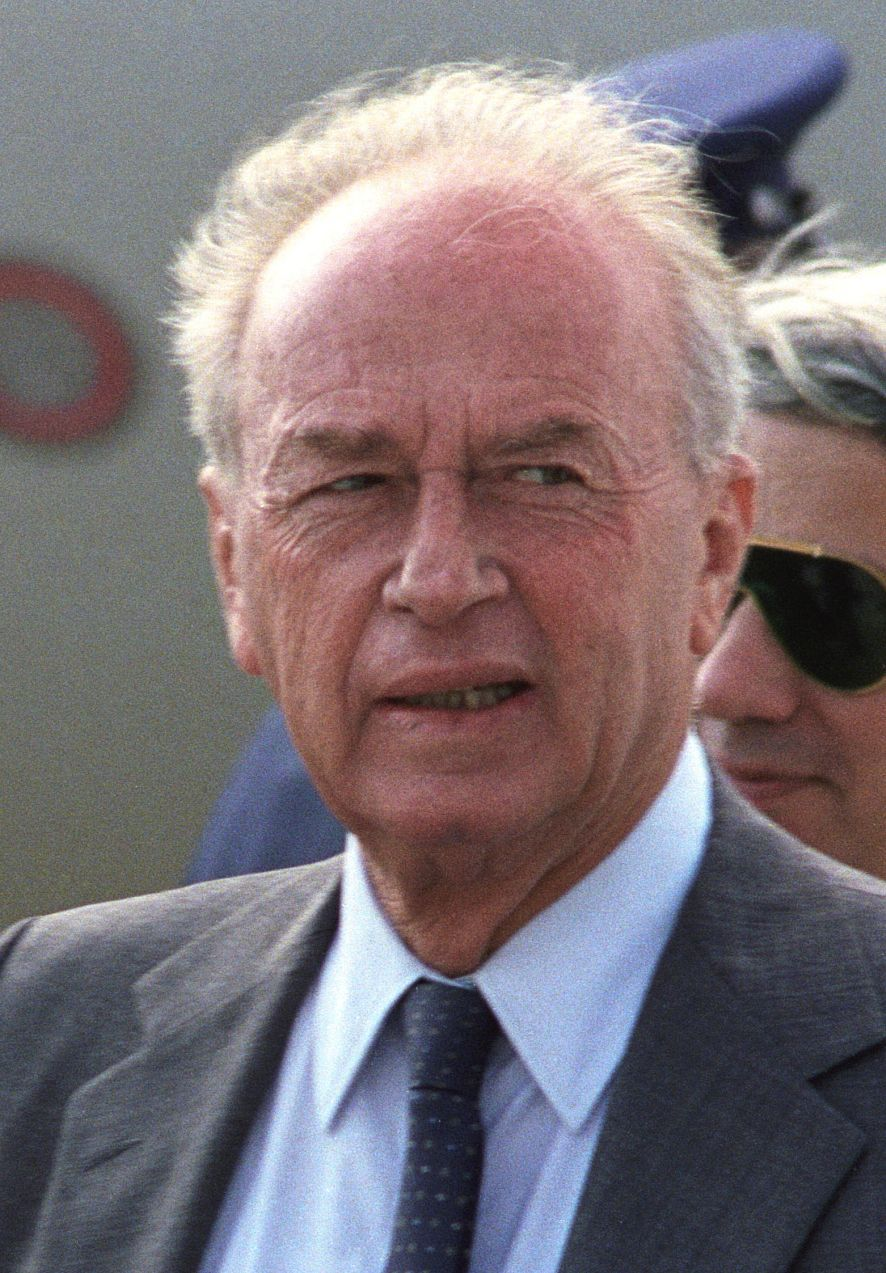
Председателю партии Авода Ицхаку Рабину после победы на выборах 1992 года удалось сформировать первое за шесть лет правительство под руководством своей партии.

Спикером Кнессета стал депутат от партии Авода Шевах Вайс.
13 июля 1992 года лидер партии Авода Ицхак Рабин сформировал двадцать пятое правительство Израиля, включив в коалицию партии Мерец и ШАС. Ещё две партии, Демократический фронт за мир и равенство (Хадаш) и Демократическая арабская, также поддержали правительство, несмотря на то, что не входили в коалицию. ШАС вышла из коалиции в сентябре 1993 года, а в январе 1995 года к ней присоединилась партия Йиуд, созданная в феврале 1994 года тремя депутатами от Цнмет, в том числе, Гоненом Сегевом.
Правительство Рабина вывело мирный процесс на беспрецедентный уровень; в 1993 году с ООП Ясира Арафата были подписаны соглашения в Осло, а в 1994 году — мирный договор между Израилем и Иорданией. Готовность правительства заключить мир с Сирией и уступить Голанские высоты привела к выходу из партии Авигдора Кахалани и [[Эмануэля Зисмана и формированию ими партии «Третий путь».
После убийства Рабина 4 ноября 1995 года Шимон Перес занял пост премьер-министра и 22 ноября 1995 года сформировал новое правительство. Его коалиция была той же, что и прежде: Авода, Мерец и Йиуд. В 1996 году Перес назначил досрочные выборы, чтобы получить мандат на продолжение мирного процесса, на которых он проиграл.
В период работы Кнессета наблюдалось несколько случаев дезертирства: два депутата Кнессета покинули партию Авода, чтобы основать партию «Третий путь», также партию покинула Нава Арад. Ликуд покинули два депутата Кнессета, чтобы основать партию Гешер, и Эфраим Гур, решивший возродить свою партию под новым названием «Единство в защиту новых иммигрантов». Три депутата Кнессета покинули Цомет, чтобы основать партию «Йиуд»; один депутат Кнессета затем покинул партию Йиуд, чтобы основать партию Атид. Йосеф Азран покинул ШАС. Партию Молдет покинули два депутата Кнессета: Шауль Гутман, создавший партию Ямин Исраэль, и Йосеф Ба-Гад, организовавший партию Морешет Авот (Наследие отцов). Блок Яхадут ха-Тора раскололся на Агудат Исраэль (два места) и Дегель хаТора (два места).
Партии Тхия потерпела неудачу в попытке пройти в Кнессет после повышения проходного барьера (изменение, которое оно поддержало), после чего прекратила своё существование.